# Bezirk Halle

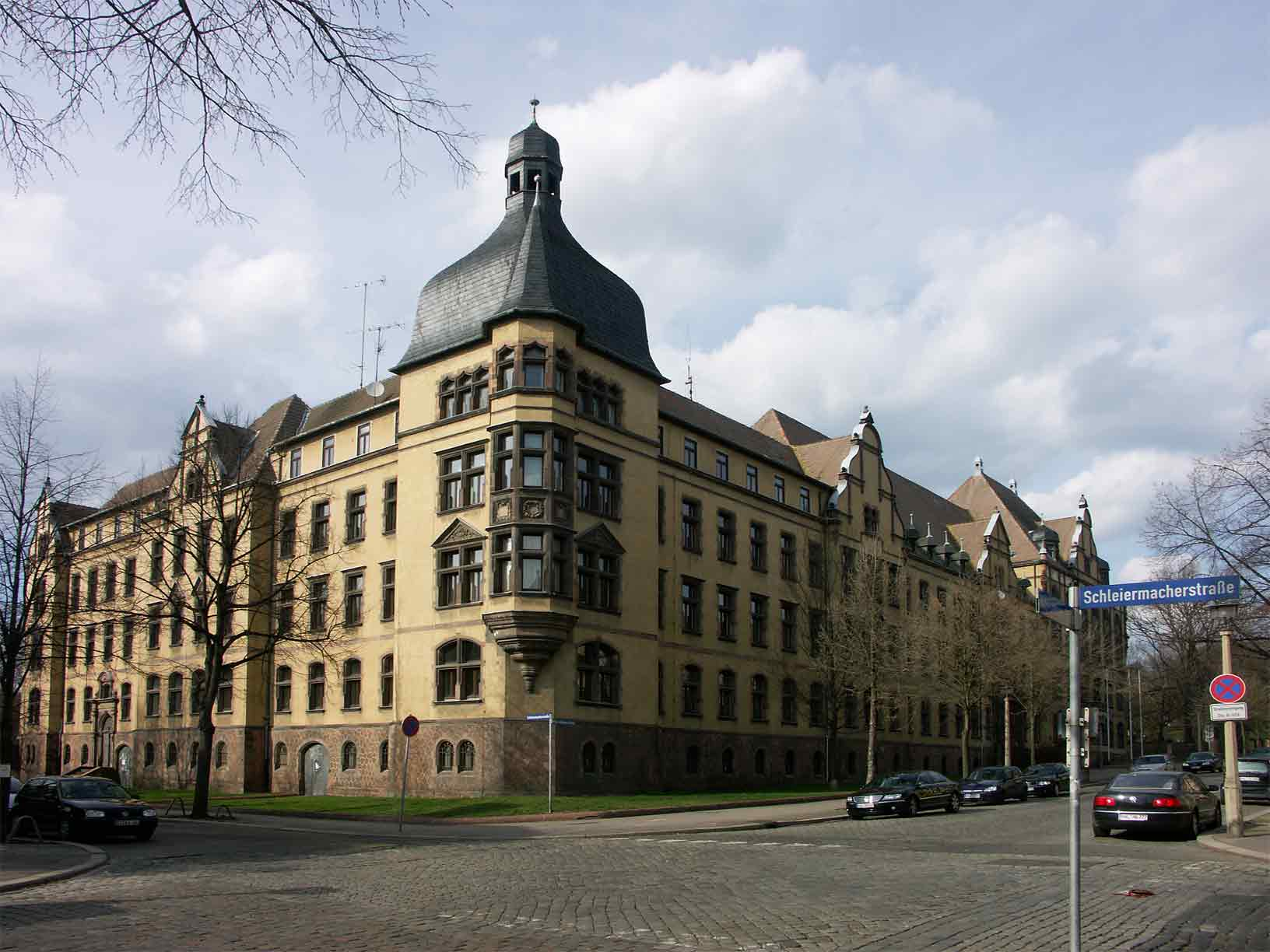
Gebäude des Rates des Bezirkes Halle, ab 1990 Regierungspräsidium Halle, seit 2004 Landesverwaltungsamt Sachsen-Anhalt

Der Bezirk Halle wurde 1952 nach Auflösung der Länder in der DDR als einer von insgesamt 14 Bezirken aus dem südlichen Teil des Landes Sachsen-Anhalt eingerichtet.

## Wirtschaft und Geographie
Halle wurde als „Chemiearbeiterbezirk“ entwickelt. Zusammen mit Merseburg und Bitterfeld/Wolfen bildet Halle das mitteldeutsche Chemiedreieck. Wirtschaftlich geprägt wurde der Bezirk
- von großen Chemiefabriken in Leuna, Schkopau (Buna-Werke), Bitterfeld/Wolfen
- vom Mitteldeutschen Braunkohlerevier zur Energieerzeugung im Geiseltal und dem Bitterfelder Bergbaurevier.
- von der Kupfererzförderung im Mansfelder Land und um Sangerhausen

und anderen Industrien, wie der Nahrungsmittel- und Konsumgüterproduktion.

## Verwaltungsgliederung
Der Bezirk umfasste die Stadtkreise Halle, Dessau und Halle-Neustadt (ab dem 12. Mai 1967) sowie folgende Kreise:
1. Artern
2. Aschersleben
3. Bernburg
4. Bitterfeld
5. Eisleben
6. Gräfenhainichen
7. Hettstedt
8. Hohenmölsen
9. Köthen
10. Merseburg
11. Naumburg
12. Nebra
13. Quedlinburg
14. Querfurt
15. Roßlau
16. Saalkreis
17. Sangerhausen
18. Weißenfels
19. Wittenberg
20. Zeitz

Der Rat des Bezirkes als mittlere staatliche Verwaltungsebene hatte seinen Sitz in Halle, dazu gehörte u. a. die Bezirksplankommission.
Mit der Wiedererrichtung der Länder auf dem Gebiet der DDR im Jahre 1990 wurden die Bezirke aufgelöst. Der Bezirk Halle wurde ohne den Kreis Artern dem Land Sachsen-Anhalt zugeordnet. Der Kreis Artern wurde in das Land Thüringen eingegliedert; die Stadtkreise Halle-Neustadt und Halle wurden am 6. Mai 1990 vereinigt.

## Regierungs- und Parteichefs

### Vorsitzende des Rates des Bezirkes
- 1952–1955: Werner Bruschke (1898–1995)
- 1955–1958: Helmut Becker (1917–1998)
- 1958–1966: Otto Leopold (1901–1975)
- 1966–1984: Helmut Klapproth (1928–2011)
- 1984–1989: Alfred Kolodniak (* 1931)
- 1990–9999: Wolfgang Süß (* 1934)
- 1990–9999: Klaus Keitel (Regierungsbevollmächtigter, * 1939)

### Erste Sekretäre derSED-Bezirksleitung

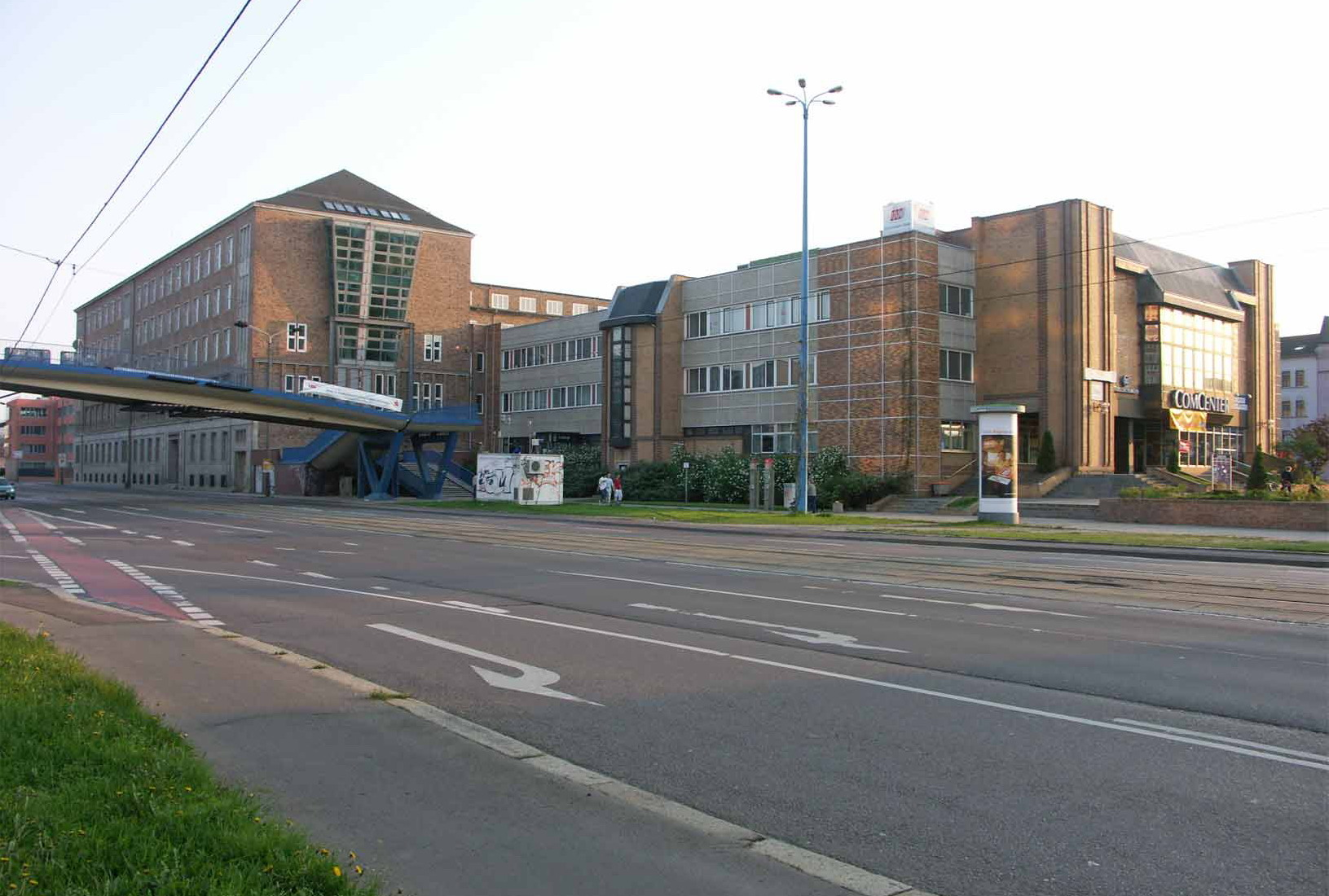
Gebäudekomplex der SED-Bezirksleitung Halle bis 1990

- 1952–1953: Bernard Koenen (1889–1964)
- 1953–1954: Heinz Glaser (1920–1978)
- 1954–1958: Franz Bruk (1923–1996)
- 1959–1963: Bernard Koenen (1889–1964)
- 1963–1971: Horst Sindermann (1915–1990)
- 1971–1981: Werner Felfe (1928–1988)
- 1981–1989: Hans-Joachim Böhme (1929–2012)
- 1989–1990: Roland Claus (* 1954)

## Wappen
Durch die Siegelordnung der DDR vom 28. Mai 1953 verloren alle regionalen Wappen ihre Bedeutung als Marke bzw. Siegel. Jedoch wurden die Wappen der Städte und Kreise weiterhin an Gebäuden, oder in Publikationen verwendet, ohne eine amtliche Funktion zu erfüllen. Das in einigen Büchern verwendete Wappen des Bezirks Halle zeigt in Wirklichkeit das Wappen der Stadt Halle (Saale). Amtlich war das Siegelwappen der DDR. Erst durch die Kommunalverfassung der DDR vom 17. Mai 1990 konnten Gemeinden und Kreise erstmals wieder ausdrücklich Wappen führen und als Siegel verwenden.

## Überlieferung
Die schriftliche Überlieferung von Bezirkstag und Rat des Bezirkes Halle (1952–1990) wird heute im Landesarchiv Sachsen-Anhalt in der Abteilung Merseburg verwahrt. Der Bestand trägt die Bestandsbezeichnung M 501.